# Fantasmi (singolo)
Fantasmi è un singolo del DJ producer italiano TY1, pubblicato il 23 aprile 2021 come terzo estratto dal sesto album in studio Djungle.

## Descrizione
Quarta traccia del disco, il brano è stato realizzato in collaborazione con i rapper Geolier e Marracash.

## Video musicale
Il video, diretto da Davide Vicari, è stato reso disponibile il 10 maggio 2021 attraverso il canale YouTube di TY1.

## Tracce
Testi e musiche di Gianluca Cranco, Emanuele Palumbo e Fabio Rizzo.
1. Fantasmi – 3:19

## Classifiche
| Classifica (2021) | Posizione massima |
| ----------------- | ----------------- |
| Italia            | 16                |